# Aeroporto de Asahikawa
Aeroporto de Asahikawa (旭川空港 Asahikawa Kūkō) (IATA: AKJ, ICAO: RJEC) é um aeroporto regional de pista única em Hokkaidō, no Japão, que atravessa as cidades de Asahikawa e Higashikagura.

## História
O planejamento do aeroporto começou no final da década de 1950. O local foi escolhido em novembro de 1960 e recebeu aprovação do governo em 1963. A Japan Domestic Airlines iniciou o primeiro voo programado para Asahikawa em 1º de julho de 1966, um serviço NAMC YS-11 para o Aeroporto de Haneda, através do Aeroporto de Okadama. O serviço agendado foi sazonal (de maio a outubro) até 1970, quando começaram os voos durante todo o ano para Tóquio.
O aeroporto estava fechado para o trabalho de expansão de maio de 1981 a fevereiro de 1982, período durante o qual a pista principal foi ampliada, de 1.200 x 30 m para 1.640 m x 45 m. Uma nova extensão para 2.000 m foi concluída em novembro de 1982. Após essas expansões, o serviço de jato começou no aeroporto, começando com os aviões DC-9 e MD-80 seguidos por Airbus A300 a partir de dezembro de 1983.
A ANA operou o primeiro voo charter internacional de Asahikawa em 1987. Outra extensão de pista, a 2.500 m, foi concluída em 1997 e a via de rodagem paralela abriu em 1998.
O serviço internacional agendado para Seul começou em 2006, usando novas instalações internacionais no terminal do aeroporto. Em 2016, os planos foram finalizados para construir um novo terminal internacional de 5.700 m² ao sul do terminal existente, com o objetivo de 500.000 passageiros internacionais por ano até 2030. A construção começou em outubro de 2017 e a abertura está prevista para dezembro de 2018. O terminal existente também será expandido e renovado até setembro de 2019.

## Acesso
O aeroporto de Asahikawa é acessível de ônibus da estação de Asahikawa, do zoológico de Asahiyama e da estação de Furano. Da estação de Asahikawa é cerca de 15 km (35 minutos de ônibus), enquanto da estação de Furano é cerca de 40 km (1 hora de ônibus).